# 国务院南水北调工程建设委员会办公室
国务院南水北调工程建设委员会办公室（简称国务院南水北调办），是国务院南水北调工程建设委员会的单设正部级办事机构，承担南水北调工程建设期的工程建设行政管理职能。

## 主任
- 张基尧（2003年—2010年）[1]
- 鄂竟平（2010年7月—2018年3月）

### 副主任
……
- 孟学农（2003年9月 - 2007年9月）副主任、党组副书记（正部长级）
- 张野（2007年12月—2018年3月）
- 蒋旭光（2010年7月—2018年3月）
- 陈刚（2017年2月—2018年3月）

党组书记
- 张基尧（2003年—2010年）
- 鄂竟平（2010年7月—2018年3月）

党组成员
- 张野（2007年12月—2018年3月）
- 蒋旭光（2010年7月—2018年3月）
- 陈刚（2017年2月—2018年3月）

总工程师
- 刘宁（2001年12月 - 2003年2月），2001年12月任南水北调规划设计管理局总工程师。2002年4月，任中华人民共和国水利部副总工程师兼南水北调规划设计管理局总工程师。

## 主要职责
1. 研究提出南水北调工程建设的有关政策和管理办法，起草有关法规草案；负责国务院南水北调工程建设委员会全体会议以及办公会议的准备工作，督促、检查会议决定事项的落实；就南水北调工程建设中的重大问题与有关省、自治区、直辖市人民政府和中央有关部门进行协调；协调落实南水北调工程建设的有关重大措施。
2. 负责监督控制南水北调工程投资总量，监督工程建设项目投资执行情况；参与南水北调工程规划、立项和可行性研究以及初步设计等前期工作；汇总南水北调工程年度开工项目及投资规模并提出建议；负责组织并指导南水北调工程项目建设年度投资计划的实施和监督管理；负责计划、资金和工程建设进度的相互协调、综合平衡；审查并提出工程预备费项目和中央投资结余使用计划的建议；提出因政策调整及不可预见因素增加的工程投资建议；审查年度投资价格指数和价差。
3. 负责协调、落实和监督南水北调工程建设资金的筹措、管理和使用；参与研究并参与协调中央有关部门和地方提出的南水北调工程基金方案；参与研究南水北调工程供水水价方案。
4. 负责南水北调工程建设质量监督管理；组织协调南水北调工程建设中的重大技术问题。
5. 参与协调南水北调工程项目区环境保护和生态建设工作。
6. 组织制定南水北调工程移民迁建的管理办法；指导南水北调工程移民安置工作，监督移民安置规划的实施；参与指导、监督工程影响区文物保护工作。
7. 负责南水北调工程（枢纽和干线工程、治污工程及移民工程）的监督检查和经常性稽察工作；具体承办南水北调工程阶段性验收工作。
8. 负责南水北调工程建设的信息收集、整理、发布及宣传、信访工作；负责南水北调工程建设中与外国政府机构、组织及国际组织间的合作与交流。
9. 承办国务院和国务院南水北调工程建设委员会交办的其他事项[2][3]。

## 内设机构
根据国务院批准的《国务院南水北调工程建设委员会办公室主要职责内设机构和人员编制规定》（国办发〔2003〕71号）和中央机构编制委员会办公室《关于调整国务院南水北调工程建设委员会办公室有关职责和内设机构的批复》（中央编办复字〔2009〕69号），国务院南水北调工程建设委员会办公室设置综合司、投资计划司、经济与财务司、建设管理司、环境保护司、征地移民司、监督司7个内设机构，直属机关党委办事机构设在综合司。

### 综合司
主要职责：（一）组织起草南水北调工程建设有关法规草案和会议文件；（二）组织研究、拟定南水北调工程建设有关政策和管理办法；（三）组织实施机关有关规章制度；（四）负责会议组织、文电管理、秘书事务、机要保密、档案管理和行政后勤等工作；（五）组织南水北调工程建设有关信息、资料的收集、整理、发布和机关电子政务建设；（六）组织南水北调工程建设的宣传，协调重大宣传活动；（七）负责人民来信来访工作；（八）组织协调南水北调工程建设中与外国政府机构、组织及国际组织间的合作与交流；（九）负责机关及直属单位机构编制、人事管理、工资、培训和离退休干部管理等工作；（十）负责机关、直属单位外事和出国（境）人员的审查工作；（十一）承办办领导交办的其他事项。内设处室：综合处、政策法规宣传处、人事外事处。

### 投资计划司
主要职责：（一）管理南水北调工程和直属单位基本建设项目及重大专题、专项的投资计划；（二）承办南水北调工程初步设计、重大设计变更、直属单位基本建设项目及重大专题、专项的审查审批及概算核定工作；（三）承办年度投资计划编制、下达、调整等工作；（四）组织南水北调工 程投资静态控制和动态管理工作，承办项目管理预算、年度价差报告审查审批工作；（五）承办南水北调工程投资结余使用计划审查审批工作；（六）承办南水北调工程建设评价和基建统计工作；（七）研究制定投资计划管理等相关办法和制度；（八）协调南水北调工程建设重大问题，参与国家有关部门或行业对南水北调工程项目前期的协调；（九）协调指导南水北调配套工程前期工作；（十）承办办领导交办的其他事项。内设处室：综合处、计划处。

### 经济与财务司
主要职责：（一）协调、落实和监督南水北调工程建设资金的筹措、管理和使用；（二）参与研究南水北调工程基金和重大水利工程建设基金的政策，协助督促基金征缴入库；（三）参与研究制定南水北调工程建设投资控制机制和工程建设方案的经济合理性审查；（四）参与南水北调工程经济运行机制和供水水价等经济政策的研究；（五）负责组织编制部门预算和年度财务决算，组织实施经批准后的部门预算；（六）负责研究制定南水北调工程建设资金管理的相关制度和措施；（七）负责机关日常财务管理、会计核算及机关和事业单位资产管理工作；（八）组织对南水北调工程及办所属单位的财务收支及其有关的经济活动进行审计；（九）配合国家审计机构做好审计工作；（十）承办办领导交办的其他事项。内设处室：经济处、财务处。
- 建设管理司：主要职责：（一）协调、指导和监督、检查南水北调工程的建设工作；（二）监督管理南水北调工程建设市场和工程招标投标；（三）监督管理南水北调工程建设监理和工程质量；（四）指导监督南水北调工程安全生产管理；（五）组织协调南水北调工程建设中的重大技术问题；（六）组织管理南水北调工程建设科研工作；（七）拟定南水北调工程建设特殊的规章制度、技术标准；（八）承办南水北调工程阶段性验收的组织协调工作及竣工验收的准备工作；（九）指导监督南水北调建设期的工程运行管理；（十）承办办领导交办的其他事项。内设处室：工程建设处、技术管理处。

### 环境保护司
主要职责：（一）负责指导、协调、监督南水北调东、中线水源区及沿线生态环境保护工作；（二）参与编制并负责协调监督实施南水北调东、中线治污环保及水土保持规划和年度计划；（三）参与审核南水北调治污工程项目建议书、可行性研究报告；（四）参与编制南水北调中线水源区经济社会发展规划和指导实施；（五）监督管理南水北调工程建设项目区环境保护和生态建设工作；（六）参与协调南水北调工程调水区及受水区水资源利用和生态环境监测工作；（七）承担丹江口库区及上游水污染防治和水土保持部际联席会议办公室的日常工作；（八）承办办领导交办的其他事项。内设处室：东线环境保护处、中线环境保护处。
- 征地移民司：主要职责：（一）负责指导、协调和监督南水北调工程征地移民规划的编制实施；（二）研究拟订南水北调工程有关征地移民的政策和制度；（三）负责组织库区移民初步设计成果的审查审批工作，参与干线工程初步设计的审查审批工作；（四）指导库区移民安置年度计划工作，参与审查、审批库区移民投资价差，并对执行情况进行监督检查；（五）协调征地移民及工程建设征地搬迁工作中的重大问题；（六）参与、指导、监督工程影响区文物保护工作，审核文物保护年度计划；（七）承办办领导交办的其他事项。内设处室：库区移民处、干线征迁处。
- 监督司：主要职责：（一）组织对南水北调枢纽和干线工程及移民工程的监督检查和经常性稽察，提出监督检查和稽察报告，督促监督检查和稽察整改意见的落实；（二）协调配合对南水北调截污导流工程进行稽察；（三）受理南水北调工程建设举报及调查办理有关事宜；（四）配合对南水北调工程及办所属单位的财务收支及其有关的经济活动进行审计；（五）承办办领导交办的其他事项。内设处室：稽察处、监督处。
- 直属机关党委：主要职责：（一）宣传和执行党的路线、方针、政策，宣传和执行中央国家机关工委、办党组以及本组织的决议，围绕我办中心任务开展工作，发挥党组织的战斗堡垒作用和党员的先锋模范作用；（二）组织党员干部学习马克思列宁主义中国特色社会主义理论，学习党的路线、方针、政策及决议，学习党的基本知识，学习科学、文化和业务知识，承办办党组中心组理论学习的具体工作；（三）负责直属机关党组织建设和党员的教育、管理、服务、监督工作，指导做好发展党员工作；（四）协助办党组管理直属机关党组织和群团组织的干部；配合干部人事部门对机关行政领导干部和直属机关党委、纪委领导班子进行考核和民主评议，对机关行政干部的任免、调动和奖惩提出意见和建议；（五）了解掌握干部职工的思想动态，做好思想政治工作，协调并指导直属机关社会主义精神文明建设工作；负责直属机关党建研究和思想政治工作；（六）负责直属机关纪律检查和党风廉政建设工作，组织协调反腐败工作，受理所属党组织党员的检举、控告和申诉，检查处理办直属机关党组织和党员违反党纪的案件，按照干部管理权限审批党员违反党纪的处理决定；（七）领导直属机关工会、共青团、妇工委等群团组织，支持这些组织依据各自的章程独立负责地开展工作；（八）协助办党组做好统战工作；（九）承办上级领导交办的其他事项。内设处室：办公室（设在综合司人事外事处）[2]。